# Søren Hjorth

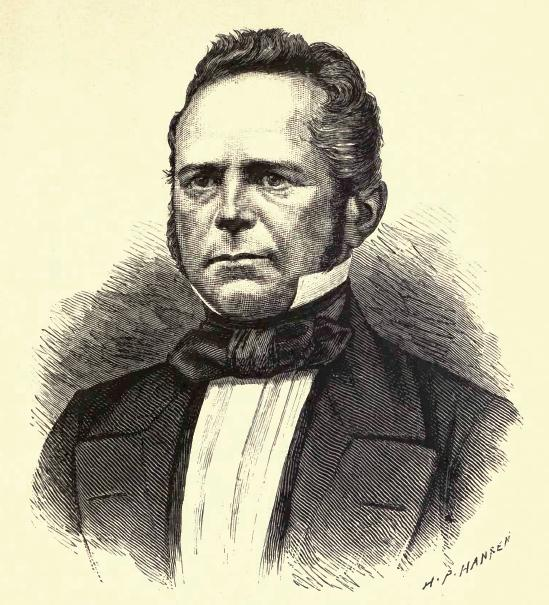
Søren Hjorth

Søren Hjorth (* 13. Oktober 1801 in Vesterbygaard bei Kalundborg im Westen von Seeland (Dänemark); † 28. August 1870 in Kopenhagen) war ein dänischer Eisenbahningenieur und Erfinder. Noch vor Ányos Jedlik und Werner von Siemens entdeckte er das dynamoelektrische Prinzip und erhielt 1854 das erste Patent auf eine selbsterregte Dynamomaschine.

## Leben
Søren Hjorth wurde auf dem Gutshof Vesterbygaard geboren, wo sein Vater Verwalter war. Da seine Eltern ihm eine Tätigkeit in der Landwirtschaft zugedacht hatten, wuchs er ohne besondere Schulbildung auf. Dennoch gelang es ihm, ein juristisches Examen abzulegen.
1821 wurde er Verwalter auf dem Gut Bonderup bei Korsør (West-Seeland). Da ihn dies nicht ausfüllte, trat er 1828 als Volontär ins Schatzamt ein, wo er 1836 Sekretär und Kammerschreiber wurde (auch in seiner späteren Tätigkeit als Ingenieur wurde er meist „Sekretär Hjorth“ genannt). Da auch diese Tätigkeit ihn nicht ausfüllte, besuchte er nebenbei Vorlesungen am Polytechnikum, besonders bei Hans Christian Ørsted über Elektrizität und Magnetismus.
1839 wurde er Manager einer Klavierfabrik, 1844 technischer Direktor der von ihm gegründeten Eisenbahngesellschaft. 1845 heiratete er Vilhelmine Ancker, geb. Hansen, die zwei Kinder mit in die Ehe brachte; gemeinsame Kinder bekam das Paar nicht. 1848 musste er den Direktorenposten aus gesundheitlichen Gründen aufgeben. Die nächsten Jahre arbeitete er in England an seinem Dynamo.
Seit 1857 übte er verschiedene Tätigkeiten aus, als Repräsentant eines englischen Stahlwerks, als Übersetzer und als Patentberater. Seit 1861 erhielt er eine Pension für seine Verdienste beim Bau der ersten dänischen Eisenbahn. Er starb am 28. August 1870.

## Leistungen

### Dampfwagen
Zeit seines Lebens faszinierten ihn mechanische Probleme. 1832 konstruierte er eine Rotationsdampfmaschine, die vom Mechaniker Schiødt gebaut und dann vom König für das Polytechnikum gekauft wurde. Im selben Jahr veröffentlichte er den Entwurf eines Dampfwagens, der von dieser Maschine angetrieben werden sollte. Ein Bauzuschuss wurde jedoch abgelehnt und der Wagen vermutlich nie gebaut.
Eine Reise nach England 1834, während der er die dortigen Versuche mit Dampffahrzeugen auf Schienen und Straßen studierte, regte ihn zu neuen Versuchen an. Ein kleiner Dampfwagen bewährte sich auf den flachen Straßen von Kopenhagen, scheiterte aber an den kleinsten Hügeln der Umgebung.

### Eisenbahn
1839 überzeugte ihn eine Reise nach England, Frankreich und Belgien, dass Dampffahrzeuge auf Schienen erfolgreicher als auf Straßen sein müssten. 1840 legte er zusammen mit dem Buchhalter Schram den detaillierten Plan einer Eisenbahn von Kopenhagen nach Roskilde vor. Diese Idee wurde anfangs verlacht, aber nach zähem Kampf erhielten sie 1843 die königliche Konzession. 1844 wurden Aktien ausgegeben und innerhalb eines Monats alle gezeichnet (überwiegend in Hamburg, das Interesse in Dänemark war gering).
Det Sjællandske Jernbaneselskab wurde am 2. Juli 1844 gegründet; Hjorth wurde technischer Direktor, Johan Christian Gustav Schramm Generaldirektor. Am 27. Juni 1847 wurde die Strecke von Kopenhagen nach Roskilde als erste Eisenbahn Dänemarks (abgesehen von der Strecke Kiel–Altona im dänisch regierten Herzogtum Holstein) eröffnet. Erst mit einer staatlichen Bürgschaft konnte 1852 die Verlängerung nach Korsør gebaut werden.

### Elektrizität

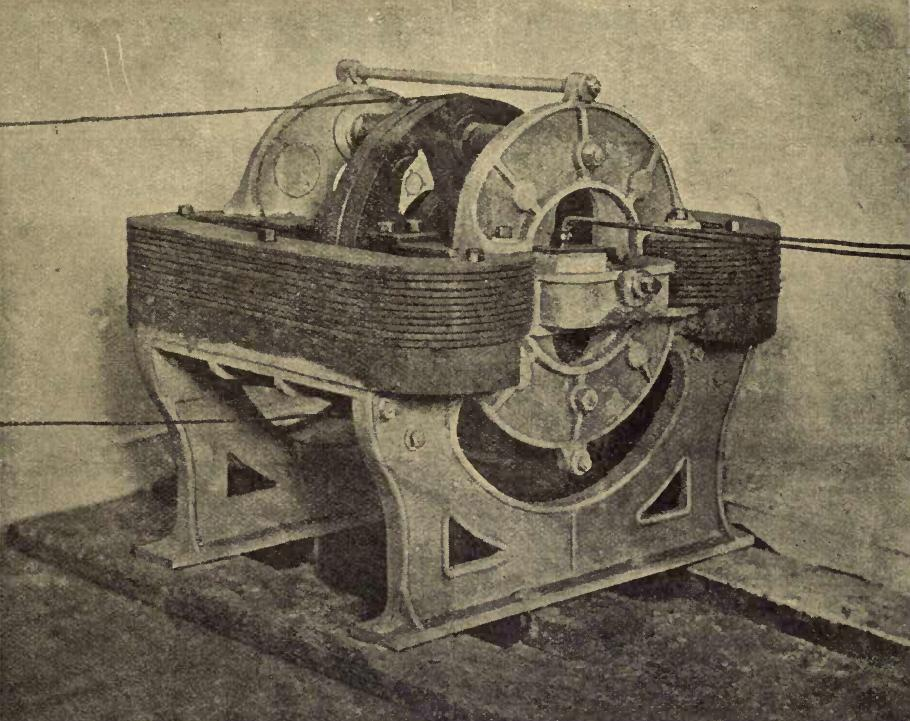
Hjorth-Dynamo (1855)

Nach der Entdeckung des Elektromagnetismus 1820 (Erzeugung eines Magnetfelds durch elektrischen Strom) durch Ørsted und der elektromagnetischen Induktion (Erzeugung einer elektrischen Spannung durch Änderung eines Magnetfelds) 1831 durch Faraday gab es viele Versuche, dafür praktische Anwendungen zu finden. Auch Hjorth entwarf seit 1842 verschiedene Elektromotoren. 1848 beantragte er einen Zuschuss, um eine solche Maschine nach seinen Plänen in England bauen zu lassen. Zu diesem Zeitpunkt hatte er bereits erkannt, dass in einem Stück Eisen der Magnetismus verstärkt wurde, wenn es mit einem stromdurchflossenen Draht umwickelt war, jedoch nur bis zu einer Sättigungsgrenze; seine neue Maschine sollte dieses Prinzip ausnutzen.
In ihrem Prüfbericht bezweifelten Ørsted und Forchhammer zwar diese Beobachtung (die heute selbstverständlicher Schulstoff ist), befürworteten aber den Antrag, weil die geniale Maschine, auch wenn sie kaum nennenswerte Leistung, so doch dem Erfinder neue Erkenntnisse für weitere Erfindungen bringen werde. Zwei Ausführungen dieses Motors, der in seiner Leistung damaligen Dampfmaschinen gleicher Größe vergleichbar war, wurden in England gebaut und erregten großes Aufsehen. 1849 wurde ein Patent erteilt.
Die Erfindung hatte jedoch den Nachteil, dass es keine Stromquellen außer leistungsschwachen Batterien (Nasszellen) gab. Hjorth wollte daher für seinen Motor einen Generator entwickeln, den er „Trockenbatterie“ nannte. Am 1. Mai 1851 formulierte er dabei in seinem Notizbuch das dynamoelektrische Prinzip der Selbsterregung:

„Wenn der Strom auf dem genannten Wege um die Elektromagnete fließt, werden diese natürlich im Verhältnis zur Stärke desselben angeregt, und je mehr sie angeregt werden, desto stärker werden die Scheiben von den Magneten erregt werden und eine gegenseitige Verstärkung tritt auf.“

Im Frühjahr 1854 baute er in Kopenhagen einen 3 PS starken Generator und erhielt im Oktober gleichen Jahres dafür das englische Patent Nr. 2198 – 12 Jahre vor Werner von Siemens.

### Gescheiterte Pläne
Fasziniert vom Prinzip der Selbsterregung, bei dem ein kleiner anfänglicher Magnetismus einen Strom erzeugt, der dann wiederum den Magnetismus immer weiter verstärkt, meinte er, die Kombination Generator–Motor müsste ausgehend von einer kleinen Startenergie immer mehr Energie erzeugen. Dass solch ein perpetuum mobile unmöglich ist, war erst 1847 im Energieerhaltungssatz formuliert worden und noch nicht allgemein anerkannt, nicht einmal unter Wissenschaftlern.
Jahrelang versuchte er vergeblich, Geld für den Bau größerer und raffinierter konstruierter Maschinen aufzutreiben, um doch noch seinen Traum vom perpetuum mobile zu erfüllen.